# トワーニ
株式会社トワーニは、1998年（平成10年）8月21日に東芝・ワーナー・ブラザース映画・日本テレビ放送網が共同で出資して設立した日本の映画制作プロダクションである。思ったほどの成果を上げられず、2004年9月30日に倒産・廃業し、ワーナー エンターテイメント ジャパン株式会社（現：ワーナー ブラザース ジャパン合同会社）に事業・版権を譲渡している。

## 概要
社名のトワーニは出資3社の頭文字である、東芝の「ト」、ワーナー・ブラザース映画の「ワ」、日本テレビの「ニ」、に加えて永遠に発展する期待から「ト」のアクロニムから付けられた。
『さくや妖怪伝』がヒットした流れで2003年9月27日から上映作品が多くなり、最後の作品となった『キューティーハニー』は、イエローキャブブームに便乗する形で佐藤江梨子を主演に抜擢しており、会社設立以来最大の総製作費を投入し、友情出演した倖田來未（自身がカバーした同作の主題歌は、倖田の代表曲となった）の出世作になるなどの衆目を集めるも、肝心の興行収入は目標の半分にも満たず4億円台に留まる大赤字となり、倒産を決定づけた。
トワーニの廃業後、配給の受託を担当したワーナー ブラザース ジャパン合同会社はトワーニ出身スタッフの大半を再雇用したうえで邦画の自社配給権買い付けに参入しており、2010年12月18日公開の『最後の忠臣蔵』からワーナーの日本法人が自ら邦画の自社製作に参入している。トワーニと同様に日本テレビと組んだ『デスノート』シリーズが大ヒットとなるなど、多くの作品を配給している。とりわけ、ワーナーの邦画に日本テレビが自社制作した作品が多いのは、トワーニの名残といえる。

## 製作映画
- さくや妖怪伝（2000年）
- ドッペルゲンガー（2003年）
- 天使の牙B.T.A.（2003年）
- キューティーハニー（2004年）